# 唐纳德·格雷厄姆
唐纳德·爱德华·格雷厄姆（英語：Donald Edward Graham，1945年4月22日—）美国格雷厄姆控股公司董事长和主要持有者，1979年至2000年为《华盛顿邮报》出版商，2009年至2015年为Facebook董事会首席独立董事。他的父亲菲利普·格雷厄姆，母亲是凯萨琳·格雷厄姆，外祖父为尤金·I·迈耶，第二任妻子为阿曼达·贝内特。